# تامرلان علی‌اف
تامرلان علی‌اف (ترکی آذربایجانی: Tamerlan Əziz oğlu Əliyev; ۳ اکتبر ۱۹۲۱ – ۷ آوریل ۱۹۹۷) دکترای پزشکی، استاد آذربایجانی و دارنده نام دانشمند افتخاری جمهوری شوروی سوسیالیستی آذربایجان بود.

## زندگی‌نامه
تامرلان علی‌اف ۳ اکتبر سال ۱۹۲۱ در روستای شاه‌تختی شهرستان کنگرلی نخجوان در آذربایجان شوروی چشم به دنیا گشود. وی دانش‌آموخته دانشگاه علوم پزشکی آذربایجان (۱۹۴۰–۱۹۴۴) بود. در حالی که هنوز دانشجو بود، به عنوان همه‌گیرشناس در مؤسسه پژوهش‌های علمی همه‌گیرشناسی و میکروب‌شناسی در باکو شروع به اشتغال کرد و در سال ۱۹۴۴ به عنوان دستیار در بخش میکروب‌شناسی دانشگاه علوم پزشکی آذربایجان مشغول به کار شد. پس از سال ۱۹۴۵، به عنوان مجری مطالعات بالینی، دستیار، دانشیار، استاد و رئیس کرسی در رشته بیماری‌های داخلی دانشکده درمان اختیاری در دانشگاه علوم پزشکی آذربایجان فعالیت داشت.
تامرلان علی‌اف در زور ۷ آوریل ۱۹۹۷ درگذشته و در پارک مفاخر باکو مدفون شد.

## فعالیت علمی
در اوایل دهه ۵۰ میلادی، تامرلان علی‌اف اثرات مثبت آبگرم‌ها، شامل ایستی‌سو و «داریداغ» را مورد پژوهش قرار داده و در سال ۱۹۵۴ از پایان‌نامه خود با عنوان «ویژگی‌های تغییر در واکنش ایمنی حیوانات بر اثر نفت نفتالان» دفاع کرد. طبق نتایج تحقیقات خود، پروفسور تامرلان علی‌اف در سال ۱۹۶۹ بود که از تز دکترای خود در موضوع «وضعیت عروق پیرامونی در بیماران مبتلا به انواع مختلف دیابت: برخی از شاخص‌های سوخت وساز و لخته شدن خون» دفاع کرد و حائز درجه دکترای علوم پزشکی شد. در سال ۱۹۷۰، درجه علمی پروفسوری وی به تأیید کمیسرون عالی گواهینامه شوروی رسید. در همان سال بود که به سمت ریاست دانشکده بیماری‌های داخلی دانشگاه علوم پزشکی آذربایجان ارتقاء یافت که تا ۲۰ سال دیگر در این پست ابقاء شد.
در سال ۱۹۹۰، به دلیل الزامات محدودیت سنی آن روزگار، دانشمند با درخواست شخصی خود از سمت ریاست بیماری‌های داخلی استعفا داد تا راه را برای انتخاب دانشجویانش بدان پست هموار کند. سپس، از همان سال تا آخر عمرش در آن دانشکده به منزله استاد به فعالیت‌های علمی اش پرداخت.
در سال ۱۹۷۵، پروفسور تامرلان علی اف بخش درمان غدد درون‌ریز و متابولیسم ۹۰ تختخوابی را در بیمارستان کلینیک شهر باکو تأسیس کرد که کماکان فعالیت می‌کند. در عین حال، به ابتکار وی، برای اولین بار در سرتاسر شوروی سابق تشخیص از راه دور، فوریت‌های پزشکی و درمان فشرده بیماران مبتلا به سکته قلبی و دیابت در درمانگاه شمار ۴ باکو بانیانگذاری شد که منجر به کاهش میزان مرگ و میر ناشی از این مرض‌ها در کشور شد. یکی از خدمات برجسته تامرلان علی‌اف در عرصه بهداشت راه‌اندازی مؤسسه علمی-تحقیقاتی بیماری‌های قلب و عروق به اسم «جهانگیر عبدالله‌اوف»، وزیر بهداشت آذربایجان شوروی، بود که بر مبنای ابتکار و سازماندهی وی تحقق یافته بود. سپس، وی به عضویت هیئت مدیره انجمن علمی سراسری متخصصان غدد، قلب و عروق اتحاد جماهیر شوروی سوسیالیستی درآمد. موفقیت پروفسور تامرلان علی اف در برگزاری یکی از جلسات علمی سیار انجمن سراسری متخصصان غدد درون‌ریز و متابولیسم شوروی در باکو در سال ۱۹۸۳ یک رویداد بزرگ تاریخی در زمینه بهداشت آذربایجان تلقی می‌گردد. در سال‌های بعدی، وی در سمت‌های مختلفی در وزارت بهداشت، بیمارستان کلینیک شهر باکو، و دانشگاه علوم پزشکی آذربایجان مشغول به کار شد.
یک تک‌نوشت تامرلان علی اف تحت عنوان «روش‌های تحقیق آزمایشگاهی بالینی-تشخیصی» مدال طلای نمایشگاه دستاوردهای اقتصادی ملی اتحاد جماهیر شوروی سوسیالیستی و جایزه دولتی آذربایجان شوروی را دریافت کرد.

## جوایز
- سال ۱۹۸۱: دانشمند افتخاری آذربایجان شوروی[۶]
- جایزه دولتی آذربایجان شوروی
- نشان انقلاب اکتبر
- نشان «شرف»
- نشان برتری در عرصه بهداشت شوروی
- مدال طلای نمایشگاه دستاوردهای اقتصادی ملی اتحاد جماهیر شوروی سوسیالیستی